# Eparchie Nossa Senhora do Paraíso em São Paulo
Die Eparchie Nossa Senhora do Paraíso em São Paulo (lat.: Eparchia Dominae Nostrae Paradisis S. Pauli Graecorum Melkitarum) ist eine mit der römisch-katholischen Kirche unierte melkitische Eparchie mit Sitz in São Paulo.

## Geschichte
Papst Paul VI. gründete sie mit der Apostolischen Konstitution Haec romana am 29. November 1971. Zuvor waren die melkitischen Gläubigen dem Ordinariat für die byzantinischen Gläubigen in Brasilien unterstellt.

## Bischöfe
- Elias Coueter (29. November 1971–22. Juni 1978, emeritiert)
- Spiridon Mattar (22. Juni 1978–20. April 1990, zurückgetreten)
- Pierre Mouallem MSP (20. April 1990–29. Juli 1998, dann Erzbischof von Akka)
- Fares Maakaroun (18. Dezember 1999–21. Juli 2014)
- Joseph Gébara (21. Juli 2014–20. Februar 2018, dann Erzbischof von Petra und Philadelphia)
- Georges Khoury (seit 17. Juni 2019)